# Românești (Grănicești), Suceava
Românești este un sat în comuna Grănicești din județul Suceava, Bucovina, România.

## Istoric
Prima atestare documentară a satului Românești datează din 15 martie 1490, când Ștefan cel Mare a întărit Episcopiei de Rădăuți dreptul de stăpânire a 50 de sate "care au fost date de ... Alexandru voievod". 

## Obiective turistice
- Biserica de lemn din Românești - construită în jurul anului 1769

## Recensământul din 1930
Componența etnică a satului Românești
     Români (95,15%)
     Germani (3,7%)
     Evrei (0,55%)
     Maghiari (0,6%)
Componența confesională a satului Românești
     Ortodocși (95,15%)
     Romano-catolici (4,3%)
     Mozaici (0,55%)
Conform recensământului efectuat în 1930, populația satului Românești se ridica la 872 locuitori. Majoritatea locuitorilor erau români (95,15%), cu o minoritate de germani (3,7%), una de evrei (0,55%) și una de maghiari (0,6%). Din punct de vedere confesional, majoritatea locuitorilor erau ortodocși (95,315%), dar existau și romano-catolici (4,3%) și mozaici (0,55%).